# Heteralonia beckeri
Heteralonia beckeri är en tvåvingeart som först beskrevs av Austen 1913.  Heteralonia beckeri ingår i släktet Heteralonia och familjen svävflugor.
Artens utbredningsområde är Algeriet. Inga underarter finns listade i Catalogue of Life.